# Giải bóng đá vô địch quốc gia Turkmenistan 2011
Giải bóng đá vô địch quốc gia Turkmenistan 2011 hay Ýokary Liga 2011  là mùa giải thứ 19 của giải bóng đá chuyên nghiệp Turkmenistan. Giải khởi tranh ngày 2 tháng 4 năm 2011 với vòng đấu đầu tiên và kết thúc vào tháng 11.

## Đội bóng
Talyp Sporty Aşgabat xuống hạng. FC Gara Altyn là đội vô địch giải hạng nhất Turkmenistan. FC Balkan đổi tên lại thành FC Nebitçi, và trở lại FC Balkan chỉ trong vòng 1 tuần.
| Câu lạc bộ   | Địa điểm    | Sân vận động               | Sức chứa | Huấn luyện viên      |
| ------------ | ----------- | -------------------------- | -------- | -------------------- |
| Ahal         | Abadan      | Sân vận động Ahal          | 10.000   | Armen Sogomonyan     |
| Altyn Asyr   | Ashgabat    |                            |          | Ali Gurbani          |
| Aşgabat      | Ashgabat    | Sân vận động Nisa-Çandybil | 1.500    | Tofik Şukurow        |
| Balkan       | Balkanabat  | Sân vận động Balkanabat    | 10.000   | Aleksandr Klimenko   |
| Daşoguz      | Daşoguz     | Sân vận động Daşoguz       | 10.000   |                      |
| Gara Altyn   | Balkanabat  | Sân vận động Balkanabat    | 10.000   | Amanmurad Meredow    |
| HTTU Aşgabat | Ashgabat    | Sân vận động HTTU          | 1.000    | Ýazguly Hojageldiýew |
| Lebap        | Türkmenabat | Sân vận động Türkmenabat   | 10.000   | Rinat Habibullin     |
| Merw         | Mary        | Sân vận động Mary          | 10.000   | Rahym Gurbanmämmedow |
| Şagadam      | Türkmenbaşy | Sân vận động Türkmenbaşy   | 5.000    | Rejepmyrat Agabaýew  |

## Bảng xếp hạng
| XH | Đội        | Tr | T  | H | T  | BT | BB | HS  | Đ    | Lên hay xuống hạng    |
| -- | ---------- | -- | -- | - | -- | -- | -- | --- | ---- | --------------------- |
| 1  | Balkan (C) | 36 | 26 | 4 | 6  | 78 | 30 | +48 | 82   | Cúp Chủ tịch AFC 2012 |
| 2  | HTTU       | 36 | 25 | 5 | 6  | 85 | 28 | +57 | 80   |                       |
| 3  | Aşgabat    | 36 | 23 | 4 | 9  | 79 | 41 | +38 | 0721 |                       |
| 4  | Merw       | 36 | 20 | 7 | 9  | 63 | 29 | +34 | 67   |                       |
| 5  | Şagadam    | 36 | 17 | 5 | 14 | 43 | 50 | −7  | 56   |                       |
| 6  | Altyn Asyr | 36 | 12 | 9 | 15 | 46 | 42 | +4  | 0441 |                       |
| 7  | Lebap      | 36 | 12 | 6 | 18 | 46 | 74 | −28 | 42   |                       |
| 8  | Ahal       | 36 | 9  | 4 | 23 | 40 | 82 | −42 | 31   |                       |
| 9  | Gara Altyn | 36 | 7  | 3 | 26 | 37 | 83 | −46 | 24   |                       |
| 10 | Daşoguz    | 36 | 3  | 5 | 28 | 25 | 83 | −58 | 14   |                       |

Cập nhật đến 26 tháng 11 năm 2011
Nguồn:  (tiếng Nga)
Quy tắc xếp hạng: 1. Điểm; 2. Hiệu số bàn thắng; 3. Số bàn thắng.
1 FC Aşgabat và FC Altyn Asyr đều bỏ cuộc vì không quan sát màu áo đấu tại trận đấu diễn ra ngày 27.04.2011 (Vòng 7).
(VĐ) = Vô địch; (XH) = Xuống hạng; (LH) = Lên hạng; (O) = Thắng trận Play-off; (A) = Lọt vào vòng sau. 
Chỉ được áp dụng khi mùa giải chưa kết thúc: 
(Q) = Lọt vào vòng đấu cụ thể của giải đấu đã nêu; (TQ) = Giành vé dự giải đấu, nhưng chưa tới vòng đấu đã nêu.

### Vị thứ theo vòng đấu
Bản mẫu:Fb rbr Vị thứ header
Bản mẫu:Fb rbr t Vị thứ
Bản mẫu:Fb rbr t Vị thứ
Bản mẫu:Fb rbr t Vị thứ
Bản mẫu:Fb rbr t Vị thứ
Bản mẫu:Fb rbr t Vị thứ
Bản mẫu:Fb rbr t Vị thứ
Bản mẫu:Fb rbr t Vị thứ
Bản mẫu:Fb rbr t Vị thứ
Bản mẫu:Fb rbr t Vị thứ
Bản mẫu:Fb rbr t Vị thứ
Bản mẫu:Fb rbr Vị thứ footer

## Kết quả

### Nửa đầu mùa giải
| Nhà \ Khách[1] | AHA | ALT | ASH | BAL | DAS | BBR | HTT | LEB | MER | SAG |
| Ahal           |     | 0–0 | 0–2 | 3–1 | 2–1 | 4–0 | 1–3 | 2–1 | 1–2 | 2–2 |
| Altyn Asyr     | 1–3 |     | 1–2 | 0–3 | 1–0 | 1–0 | 1–1 | 2–2 | 1–1 | 0–2 |
| Aşgabat        | 2–0 | 0–0 |     | 4–2 | 2–0 | 4–1 | 0–1 | 4–1 | 1–0 | 5–0 |
| Balkan         | 2–0 | 1–0 | 3–0 |     | 8–0 | 1–0 | 2–1 | 3–0 | 1–0 | 3–1 |
| Daşoguz        | 0–2 | 0–2 | 1–6 | 0–4 |     | 0–1 | 1–1 | 1–1 | 0–1 | 2–1 |
| Gara Altyn     | 1–2 | 1–1 | 0–1 | 1–3 | 3–0 |     | 0–1 | 4–1 | 0–2 | 1–0 |
| HTTU           | 2–1 | 2–1 | 1–0 | 1–3 | 4–2 | 2–0 |     | 4–1 | 2–1 | 7–1 |
| Lebap          | 1–0 | 0–1 | 2–8 | 0–3 | 4–0 | 2–1 | 0–4 |     | 0–1 | 0–0 |
| Merw           | 2–1 | 4–1 | 0–1 | 1–1 | 4–0 | 4–0 | 1–0 | 0–1 |     | 0–0 |
| Şagadam        | 0–1 | 1–0 | 0–1 | 0–2 | 2–0 | 1–0 | 0–2 | 1–0 | 1–3 |     |

Cập nhật lần cuối: 18 tháng 6 năm 2011.
Nguồn: soccerway
1 ^ Đội chủ nhà được liệt kê ở cột bên tay trái.
Màu sắc: Xanh = Chủ nhà thắng; Vàng = Hòa; Đỏ = Đội khách thắng.

### Nửa sau mùa giải
| Nhà \ Khách[1] | AHA | ALT | ASH | BAL | DAS | BBR | HTT | LEB | MER | SAG |
| Ahal           |     | 0–3 | 1–3 | 2–4 | 2–2 | 2–2 | 0–4 | 3–2 | 1–3 | 1–2 |
| Altyn Asyr     | 4–0 |     | 3–0 | 0–1 | 2–0 | 5–1 | 0–1 | 1–2 | 1–2 | 2–0 |
| Aşgabat        | 3–2 | 1–1 |     | 2–1 | 1–0 | 5–1 | 1–0 | 6–0 | 0–0 | 2–2 |
| Balkan         | 5–0 | 1–1 | 2–0 |     | 1–1 | 3–0 | 2–1 | 3–2 | 2–1 | 2–0 |
| Daşoguz        | 3–0 | 1–3 | 0–4 | 0–1 |     | 3–0 | 1–3 | 0–3 | 1–2 | 1–4 |
| Gara Altyn     | 4–0 | 1–2 | 3–2 | 0–2 | 3–2 |     | 1–2 | 0–2 | 3–3 | 3–4 |
| HTTU           | 7–0 | 2–1 | 3–0 | 1–1 | 2–1 | 9–0 |     | 4–1 | 2–0 | 3–0 |
| Lebap          | 3–1 | 2–2 | 1–4 | 4–1 | 1–0 | 2–1 | 1–1 |     | 2–1 | 1–1 |
| Merw           | 3–0 | 2–0 | 4–0 | 2–0 | 1–1 | 4–0 | 1–1 | 4–0 |     | 2–0 |
| Şagadam        | 2–0 | 2–1 | 4–2 | 1–0 | 1–0 | 1–0 | 1–0 | 2–0 | 3–1 |     |

Cập nhật lần cuối: 26 tháng 11 năm 2011.
Nguồn: soccerway
1 ^ Đội chủ nhà được liệt kê ở cột bên tay trái.
Màu sắc: Xanh = Chủ nhà thắng; Vàng = Hòa; Đỏ = Đội khách thắng.